# Michal Trávník
Michal Trávník (Mutěnice, 17 maggio 1994) è un calciatore ceco, centrocampista dello Slovácko.

## Carriera

### Club
Ha giocato nei campionati ceco e turco.

### Nazionale
Con la nazionale Under-21 del proprio Paese ha disputato i campionati europei di categoria nel 2015.